# NGC 4992
NGC 4992 ist eine 13,6 mag helle Spiralgalaxie mit aktivem Galaxienkern vom Hubble-Typ Sa im Sternbild der Jungfrau auf der Ekliptik. Sie ist schätzungsweise 335 Millionen Lichtjahre von der Milchstraße entfernt und hat einen Durchmesser von etwa 120.000 Lj. 
Das Objekt wurde am 4. April 1831 von John Herschel entdeckt.